# Ералиев, Тохтар Ералиевич
Тохтар Ералиевич Ералиев (каз. Тоқтар Ералыұлы Ералиев; род. 13 июня 1946, Арысский район, Южно-Казахстанская область, Казахская ССР, СССР) — казахстанский архитектор, Заслуженный архитектор Казахской ССР (1980).

## Биография
Родился 13 июня 1946 года в селе Ермоловка Арысского района (ныне Ордабасинский район) Южно-Казахстанской области. Происходит из подрода мангытай рода котенши племени конырат.
В 1970 году окончил Казахский государственный политехнический институт по специальности инженер-строитель.
С 1973 года — Член Союза архитекторов Казахстана.
С 1970 по 1988 годы — архитектор, главный архитектор мастерской института «Казгорстройпроект».
С 1988 по 1989 годы — Председатель Союза архитекторов Казахстана.
С 1989 по 1991 годы — Депутат Верховного совета СССР
С 1991 по 1992 годы — Президент Союза архитекторов Казахстана.
С 1992 по 1994 годы — Главный архитектор ТОО «Уркер».
С 1995 по 1997 годы — Начальник управления «Алматыгоргосэкспертиза» департамента архитектуры и строительства Алматы.
С 1997 по 1998 годы — Главный архитектор города Астана.
С 1998 года — начальник Центра Алматыгорэкспертизы проектов, первый вице-президент, главный архитектор Проектной Академии «KAZGOR».

## Награды и звания
- Заслуженный архитектор Казахской ССР (1980)
- Медаль «Астана» (1998)
- Орден Парасат (2006)[2]
- Орден «Барыс» 3 степени (2011)[3]
- профессор Казахская головная архитектурно-строительная академия (с 1995)
- академик Международной Академии архитектуры (МААМ) (1998)
- академик Международной академии архитектуры стран Востока (2003)
- академик Национальная инженерная академия Республики Казахстан (2012)
- нагрудный знак «Почётный архитектор Республики Казахстан» (2005)
- Указом Президента Республики Казахстан награждён почётными грамотами, государственными и правительственными медалями и др.
- 2021 (19 сентября) — звания «Почётный гражданин города Алматы»;[4]

## Научные труды и основные работы
По проекту Тохтара Ералиева построены зал заседаний типографии Центрального комитета Компартии Казахстана, Дом офицеров, Дом политпросвещения, санаторий «Алатау» в Алматы.
Автор памятников:
- Памятник Абылай хану в г. Алматы 2000 г.
- Памятник А. С. Пушкину в г. Алматы 1999 г.
- Памятник Джамбулу в г. Алматы 1996 г.
- Памятник Алие Молдагуловой и Маншук Маметовой в г. Алматы 1997 г.
- Барельеф из кованной меди на главном фасаде Дома офицеров в г. Алматы 1978 г.